# Nipponidion okinawense
Nipponidion okinawense är en spindelart som beskrevs av Yoshida 200. Nipponidion okinawense ingår i släktet Nipponidion och familjen klotspindlar. Inga underarter finns listade i Catalogue of Life.